# 노턴 인터넷 시큐리티
노턴 인터넷 시큐리티(Norton Internet Security)는 시만텍 코퍼레이션이 개발한 단종된 컴퓨터 프로그램으로, 구독 기간 동안 악성 소프트웨어 보호 및 제거 기능을 제공한다. 이 프로그램은 시그니처 및 휴리스틱을 사용하여 바이러스를 식별한다. 다른 기능으로는 개인 방화벽, 스팸 메일 필터링, 피싱 보호 등이 있다. 2014년 여름 2015년 라인 출시와 함께 시만텍은 14년간 노턴의 주요 제품이었던 노턴 인터넷 시큐리티를 공식적으로 단종시켰다. 이 프로그램은 원래 노턴 360 보안 제품군을 개조한 노턴 시큐리티로 대체되었다. 이 제품군은 2019년에 (다른) 노턴 360으로 다시 브랜드 변경되었다.
시만텍은 이 제품을 다운로드, 박스형 CD, OEM 소프트웨어로 배포했다. 일부 소매점에서는 플래시 드라이브로도 배포했다. 노턴 인터넷 시큐리티는 2007년 상반기 미국 소매 보안 제품군 시장에서 61%의 점유율을 차지했다.

## 역사
1990년 8월, 시만텍은 피터 노턴으로부터 피터 노턴 컴퓨팅을 인수했다. 노턴과 그의 회사는 도스용 바이러스 백신을 포함한 다양한 응용 프로그램을 개발했다. 시만텍은 "시만텍으로부터"라는 태그라인과 함께 "노턴"이라는 이름으로 인수된 기술의 개발을 계속했다. 노턴의 팔짱 낀 자세(등록된 미국 상표)는 노턴 제품 포장에 인쇄되었다. 그러나 그의 자세는 나중에 포장지 세로 부분으로 옮겨졌다가 사라졌다.
2006년 이후 버전 사용자는 새 구독을 구매하지 않고도 대체 소프트웨어로 업그레이드할 수 있었다. 업그레이드된 제품은 이전 제품의 구독 데이터를 유지한다.
출시작들은 연도별로 명명되었지만 내부 버전 번호도 가지고 있었다. 내부 버전 번호는 2008년 에디션에서 같은 해의 노턴 안티바이러스 릴리스와 일치하도록 15.x로 진행되었다. 2013년 (20.x) 릴리스부터는 제품 이름에서 연도가 삭제되었지만, 일부 장소에서는 여전히 참조되었다.

### 윈도우 에디션

#### 2000 (1.0, 2.0)
2000년 1월 10일 출시된 노턴 인터넷 시큐리티 2000은 바이러스 보호 및 콘텐츠 필터를 넘어선 시만텍의 첫 시도였다. 이 출시는 인터넷 서비스 공급자 엑사이트@홈과 바이러스 검사 소프트웨어 공급업체 맥아피닷컴 간의 제휴에 따라 인터넷 가입자에게 맥아피의 새로운 방화벽 소프트웨어인 맥아피 개인 방화벽을 제공하게 되면서 이루어졌다. 2000 버전의 방화벽은 WRQ의 AtGuard를 기반으로 하며, 패킷 수준에서 트래픽을 필터링한다. 액티브X 컨트롤과 자바 애플릿을 차단할 수 있었다. 다른 기능으로는 쿠키 제거 및 배너 광고 차단이 포함되었다. ZDNet은 광고 차단기가 광고가 아닌 그래픽까지 제거하여 페이지를 손상시킨다는 것을 발견했다. 설정을 조정하면 문제가 해결되었지만, 과정이 복잡했다. ZDNet은 방화벽이 차단한 공격에 대한 정보 부족을 지적했다. 노턴 라이브업데이트는 프로그램 업데이트를 다운로드하고 설치한다.
가족용 에디션에는 자녀 보호 기능이 추가되었다. 자녀 보호 기능은 부적절한 콘텐츠를 찾기 위해 웹을 검색하는 10명의 품질 관리 팀의 지원을 받았다. 발견된 콘텐츠는 주제별로 분류되어 약 36,000개의 사이트 블랙리스트에 추가되었다. 지정된 관리자는 차단된 사이트를 추가할 수 있었지만, 미리 제공된 블랙리스트는 하드 코딩되어 있어 볼 수 없거나 편집할 수 없었다. 관리자는 특정 주제를 차단할 수 있었다. 다른 옵션은 모든 사이트를 차단한 다음 허용된 사이트의 화이트리스트를 만드는 것이었다. 가족용 에디션은 지정된 개인 정보의 전송을 차단할 수 있었다. 이러한 정보는 "X" 문자로 대체되었다. 그러나 CNN은 검색 엔진이 개인 정보를 쿼리했을 때 X등급 사이트가 검색되는 것을 지적했다.
버전 2.0은 2000년 6월 12일에 출시되었다.

#### 2001 (2.5, 3.0)
버전 2001(2.5)은 2000년 9월 18일 출시되었으며, 윈도우 9x 시리즈, 윈도우 NT, 윈도우 2000 외에 윈도우 미에 대한 지원을 추가했다. ILOVEYOU 및 안나 쿠르니코바 스크립트 바이러스 공격 이후, 이 버전은 바이러스 시그니처 없이도 동작 분석을 통해 악성 스크립트를 차단할 수 있었다.
방화벽은 인터넷 사용 가능 응용 프로그램을 검색하고 시만텍이 유지 관리하는 지식 기반을 기반으로 설치 중에 액세스 규칙을 생성한다. PC 매거진 테스트에서 92개의 인터넷 사용 가능 응용 프로그램을 사용하는 750MHz 펜티엄 III에서 설치를 완료하는 데 24분이 걸렸다. 방화벽을 사용하여 사용자는 전역 또는 사이트별로 쿠키, 자바 애플릿 및 액티브X 컨트롤을 수락할지 여부를 결정할 수 있었다. 새로운 기능인 AutoBlock이 있는 침입 감지는 포트 스캔을 감지하고 추가 침입 시도를 차단할 수 있었다. 이 프로그램은 침입 시도에 대한 알림을 제공하고 심각도 수준을 보고하며 위협 세부 정보에 대한 액세스를 제공한다. 또는 방화벽이 컴퓨터를 스텔스 상태로 만들어 시스템을 숨길 수 있었다. 사용자는 보안 수준을 구성하여 알림 수를 관리할 수 있었다. 쉴즈 업 및 시만텍의 보안 검사를 사용하여 PC 매거진에서 수행한 테스트 결과, 방화벽이 모든 포트를 성공적으로 스텔스하여 컴퓨터를 보이지 않게 숨겼다. 방화벽의 아웃바운드 연결 감지 기능을 확인하기 위해 누수 테스트를 수행했다. 각 시도는 감지되었고 스위트는 시도를 차단할 것을 제안했다.
가족용 에디션은 이전 버전과 마찬가지로 자녀 보호 기능과 정보 필터링 기능을 포함했다. 자녀 보호 기능은 32개 범주로 나뉜 불쾌한 사이트 목록과 함께 제공되었다. 목록은 노턴 라이브업데이트를 통해 격주로 업데이트되었다. 목록만 사용하여 노턴은 목록에 있는 사이트만 차단한다. 결과적으로 노턴은 다음 업데이트까지 사이트를 차단하지 않을 수 있다. 부모는 목록을 사용자 지정하여 사이트를 추가하거나 제거할 수 있었다. 허용된 사이트 목록을 만들어 자녀가 특정 사이트로 제한되도록 할 수 있었다. 이 버전은 인터넷 액세스를 제어하기 위해 프로토콜 또는 포트 필터링 대신 응용 프로그램 차단을 사용했다. 자녀는 인터넷 액세스에 사용하는 응용 프로그램에서 제한될 수 있었다. 자녀마다 자녀 보호 프로필을 설정할 수 있었고, 자녀, 청소년, 성인 또는 관리자인지 여부에 따라 설정이 자동으로 구성될 수 있었다. 인터넷 사용 및 위반은 부모에게 제시된 보고서에 기록되었다. PC 매거진은 자녀 보호 기능을 활성화하면 컴퓨터의 부팅 시간이 1분 추가된다는 것을 발견했다.
버전 3.0은 2001년 3월 19일에 출시되었다.

#### 2002 (4.0, 5.0)
2002년 버전은 2001년 8월 28일에 발표되었다. 가족용 에디션은 삭제되었으므로 자녀 보호 기능과 정보 필터링 기능이 번들로 제공되었다. 설치는 PC 매거진과 CNET 모두 빠르고 간단하다고 평가했다. 설치에는 재부팅이 필요했으며, 그 후 보안 도우미가 설문 조사를 통해 사용자에게 최상의 서비스를 구성하도록 안내했다. CNET은 이전 버전에서 업그레이드할 때 문제가 발생했다. 사용자 정의 설정이 손실된 것이다. PC 매거진은 잦은 알림을 피하기 위한 기본 설정이 다소 허용적이라는 것을 발견했다. 윈도우 95 지원이 중단되었다.
전체 검사를 실행하면 인터넷 사용 가능 응용 프로그램 목록이 컴파일되었다. 사용자는 권한을 설정하거나 노턴의 기본값을 수락했다. 방화벽은 포트 스캔을 감지하고 차단했으며 침입 시도를 기록했다. 이 버전은 공격자를 추적하지 않았다. 악성 프로그램이 신뢰할 수 있는 응용 프로그램으로 가장할 수 없도록 노턴은 알려진 프로그램의 디지털 서명 목록과 프로그램을 비교하여 확인한다. 업데이트 트래커는 해커가 액세스를 시도할 때 사용자에게 경고했다. 방화벽은 쉴즈 업과 포트 검사기에서 모든 액세스 시도를 차단했다. 이 버전에는 인터넷 연결을 공유하는 여러 컴퓨터를 수용하기 위해 방화벽 설정을 간소화하는 마법사가 포함되었다. 이 릴리스를 통해 노턴은 지정된 개인 정보가 호환되는 인스턴트 메신저 클라이언트, 이메일 및 웹 사이트에서 액세스되는 것을 방지할 수 있었다. 광고 차단에는 광고 필터링을 피한 광고를 사용자가 배치할 수 있는 광고 휴지통이 포함되었다.
비즈니스 소유자를 대상으로 하는 전문가용 에디션은 2001년 12월 11일에 발표되었다. 이 버전은 노턴 침입 탐지 기능을 특징으로 하며, 코드 레드 웜과 같은 의심스러운 연결 및 공격을 가로챈다. 침입 탐지 기능은 윈도우 기반 공격에 중점을 두었다. 중앙 관리가 가능했다. 관리자는 클라이언트 컴퓨터의 방화벽 및 생산성 설정을 구성했다. 생산성 설정을 통해 관리자는 뉴스그룹, 웹사이트, 광고를 차단할 수 있었다. 이 제품군은 XP 사용자 계정과 통합되었으며 설정은 개인화할 수 있었다.

#### 2003 (6.x)
2003년 버전은 2002년 9월 16일에 발표되었다. 이 버전은 스팸을 줄이기 위해 노턴 스팸 경고 기능을 추가했다. 이 필터는 키워드를 찾는 대신 전체 메시지와 그 컨텍스트를 스캔했다. POP3 클라이언트가 사용되어야 했다. 메시지가 스팸으로 식별되면 노턴은 기본적으로 "스팸 경고:"라는 문구를 제목 줄에 삽입했다. 사용자는 플래그가 지정된 메시지를 삭제하거나 이동하는 규칙을 만들 수 있었다. 사용자는 메시지를 분류할 때 스팸 경고 화면에 표시될 텍스트 문자열을 만들 수 있었다. PC 매거진 테스트에서 스팸 경고는 합법적인 이메일의 2.8%를 스팸으로 잘못 분류했다. 스팸의 47%는 필터를 통과했다. 오탐율은 낮았지만, 이 기능은 실제 스팸을 찾는 데는 별 도움이 되지 않았다.
업데이트된 주 인터페이스는 활성화된 기능과 주의가 필요한 기능을 보여주는 녹색 및 빨간색 표시기를 제공했다. 방화벽은 기능을 업데이트했다. 주 인터페이스의 트래픽 차단 버튼은 URL에서 들어오고 나가는 모든 인터넷 트래픽을 차단한다. 또 다른 새로운 기능인 비주얼 트래커는 공격을 그래픽으로 원본에 매핑했다. 방화벽은 CNET에서 수행한 모든 포트 스캔을 차단하여 각 스캔을 스텔스했다.
님다 및 코드 레드 웜 이후, 이 버전은 노턴 인터넷 시큐리티 2002 프로페셔널 에디션에서 가져온 기능으로, 일상적으로 업데이트되는 데이터베이스와 비교하여 의심스러운 데이터 교환을 위해 들어오고 나가는 모든 트래픽을 스캔했다. 트래픽이 데이터베이스 항목과 일치하면 공격 컴퓨터와의 연결이 자동으로 끊어졌다.
시만텍은 2002년 11월 19일에 전문가용 에디션을 발표했다. 데이터 복구 도구를 통해 사용자는 삭제되거나 맬웨어로 손상된 파일을 복구할 수 있었다. 데이터 소거 도구의 포함으로 사용자는 복구 가능성을 최소화하면서 파일을 삭제할 수 있었다. 웹 정리 기능은 브라우저 캐시 파일, 기록 및 쿠키를 제거한다. 다이얼업 연결을 유지하기 위해 연결 유지 기능은 사용자 비활성 기간 동안 온라인 활동을 시뮬레이션한다. 노턴 생산성 제어를 통해 사용자는 인터넷 콘텐츠를 필터링하고 뉴스그룹을 차단할 수 있었다. 사용자 액세스 관리자와 함께 사용하면 여러 필터링 프로필을 만들고 다른 사용자에게 할당할 수 있었다.

#### 2004 (7.x)
2003년 9월 8일 발표된 2004 버전은 애드웨어, 스파이웨어, 키로거 보호 기능을 추가했다. PC 매거진은 추가된 보호 기능이 약하다고 평가했다. 노턴이 탐지한 스파이웨어 샘플 중 상당수는 완전히 제거되지 않아 수동 제거가 필요했다. 노턴은 스파이웨어 감염을 방지하는 데 거의 도움이 되지 않았다.
이름이 바뀐 스팸 필터링 기능인 노턴 안티스팸은 볼 수 없거나 편집할 수 없는 스팸 규칙 세트를 가지고 있다. 발신자의 화이트리스트와 블랙리스트를 만들 수 있었다. 사용자는 자신만의 스팸 정의를 만들 수 있다. 안티스팸은 아웃룩, 아웃룩 익스프레스, 유도라와 통합되어 사용자가 이메일을 스팸으로 즉시 태그할 수 있도록 한다. 스팸으로 식별된 이메일은 기본적으로 격리되었지만, 해당 메시지를 자동으로 삭제하도록 구성할 수 있었다. CNET 테스트에서 안티스팸은 스팸 메시지의 94%를 올바르게 식별했다.
제품 활성화가 도입되었다. 설치 후 사용자는 노턴 인터넷 시큐리티 2004 사본을 활성화하기 위해 15일의 유예 기간이 주어졌다. 프로그램은 24자 제품 키 없이는 마감일 이후에 작동하지 않는다. 노턴 인터넷 시큐리티 사본을 활성화하는 데 사용되는 제품 키는 컴퓨터의 하드웨어 구성을 기반으로 하는 영숫자 코드와 연결된다. 사용자는 동일한 제품 키로 제품을 다섯 번 활성화할 수 있지만, 라이선스 약관에 따라 사용자는 노턴 인터넷 시큐리티 2004를 한 컴퓨터에만 설치할 수 있었다.

#### 2005 (8.x)
시만텍은 2004년 8월 17일에 버전 2005를 출시했다. 이 버전은 스파이웨어 감지가 노턴에 통합되었고 기본적으로 활성화되어 있었기 때문에 때때로 AntiSpyware Edition이라는 태그라인으로 불리기도 했다. 발견된 위협은 이미 처리된 것과 사용자 상호 작용이 필요한 것으로 분리되어 나열되었다. 시만텍 웹사이트로의 링크를 통해 더 자세한 정보가 제공되었다. 그러나 PC 프로 및 PC 매거진은 긴 스캔 시간을 지적했다. 전체 스캔은 각각 24분에서 30분 이상이 걸렸다. PC 프로 테스트에서 노턴은 스파이웨어 샘플의 61%를 감지했으며, 이는 테스트된 모든 제품의 평균인 68%와 비교된다. 제거율은 평균보다 높았으며, 72% 대 평균 68%였다. 노턴은 48%의 점수로 재설치를 차단했으며, 이는 그룹 평균인 43%와 비교된다. 전반적으로 노턴은 테스트된 제품 중 5위를 차지했다. PC 매거진 테스트에서 노턴은 감염된 시스템에 느리게 설치되었고, 한 시스템에서는 아예 설치되지 않았다. 시만텍에 연락해도 문제가 해결되지 않았다.
인터넷 웜 보호 기능은 열린 포트를 찾기 위해 웜을 스캔할 수 있었다. 이 기능은 시그니처와 휴리스틱을 사용하여 알려진 및 의심되는 익스플로잇을 기반으로 인바운드 포트를 차단한다. 이 기능의 추가는 2003년 MS블라스트와 2004년 새서에 이어 이루어졌는데, 이 웜들은 마이크로소프트 윈도우 운영체제의 취약점을 악용했다. 지난 12개월 동안의 위협 중 75%가 기밀 정보를 훔치려고 시도했다는 점을 감안하여, 이 버전은 피싱 보호 기능을 추가한다. 방화벽 구성 요소를 사용하여 사용자는 기밀 정보가 전송될 수 있는 사이트의 화이트리스트를 만들 수 있었다. 정보가 목록에 없는 사이트로 전송될 때 사용자에게 경고가 표시되었다. 아웃브레이크 경고 기능은 시만텍이 분류한 주요 위협에 대해 사용자에게 경고하며, 사용자는 지금 수정 버튼을 눌러 취약점을 닫기 위한 일련의 변경 사항(예: 전파되는 웜이 사용하는 필수 포트 차단)을 적용할 수 있었다. 브라우저 개인 정보 보호는 브라우저 및 사용된 운영 체제와 같이 웹사이트가 방문자에 대해 일반적으로 수신하는 정보를 억제할 수 있었다. 이 기능은 광고를 차단할 수 있었다.
개인 정보 제어는 기밀 정보를 전송할 때 사용자에게 경고할 수 있었다. 전송을 차단하도록 구성할 수 있었다. IM 또는 이메일을 통해 정보를 보낼 수 있는 방법을 지정할 수 있었다. 항목별 예외를 통해 사용자는 데이터가 전송될 수 있는 위치를 제어할 수 있었다. 그러나 PC 프로는 정보 필터링 기능에 결함이 있음을 발견했다. 기밀 정보 목록에 있는 정보 형식은 그 효과를 제한할 수 있었다. 예를 들어, 신용 카드 번호의 마지막 6자리를 입력해도 숫자가 4자리로 그룹화되면 유출을 막을 수 없었다. PC 매거진은 컴퓨터에 로그인할 수 있는 모든 사람이 개인 정보 데이터베이스를 볼 수 있다는 사실을 지적했다. 이 때문에 시만텍은 민감한 정보의 마지막 부분만 입력하도록 권장한다.
노턴 안티스팸은 이제 스푸핑 URL에 대한 이메일을 스캔하고 위반하는 이메일을 스팸으로 처리한다. 이메일은 언어에 따라 차단될 수 있지만, 기본적으로 필터는 모든 언어를 허용했다. 안티스팸은 POP3 주소록과 허용된 발신자 목록을 동기화할 수 있었다. 사용자는 스팸으로 표시된 유효한 이메일과 그 반대의 경우를 지적하여 스팸 필터를 훈련시킬 수 있었다. 야후! 메일 및 핫메일 지원이 추가되었다.

#### 2006 (9.x)
노턴 인터넷 시큐리티 2006은 2005년 9월 26일에 출시되었다. 새로운 주 인터페이스인 노턴 보호 센터는 모든 정보를 중앙 집중식으로 모았다. 보안 상태는 컴퓨터가 이메일 및 인터넷 검색과 같은 작업에 얼마나 안전한지, 기능 활성화 여부가 아니라 작업의 맥락에서 표시되었다. 보호 센터는 컴퓨터를 보호하는 타사 소프트웨어를 인식할 수 있었다. 새로운 인터페이스는 시만텍의 추가 제품을 광고한다. "데이터 보호"와 같은 일부 보호 범주는 사용자가 노턴 시스템웍스를 구매하고 설치할 때까지 "보호 없음"으로 표시된다. 보호 센터에 의해 추가 시스템 트레이 아이콘이 생성되었다.
설치는 PC 매거진에서 길다고 평가했으며, 특히 맬웨어에 감염된 시스템에서 그러했다. 스파이웨어 감지는 지난 릴리스 이후 조정되었다. 키로거를 더 잘 식별하도록 업데이트되었다. PC 매거진 테스트에서 노턴은 11개의 스파이웨어 위협을 모두 성공적으로 감지했으며 두 개를 제외하고 모두 제거했다. PC 매거진은 수동 제거가 필요한 경우에도 노턴에 점수를 주었다. 이 제품군은 4개의 상업용 키로거 중 3개를 제거했다. 깨끗한 시스템에 스파이웨어를 설치하려고 할 때 노턴은 11개 모두와 4개의 상업용 키로거 중 2개를 차단했다. 대부분의 경우 설치를 차단하지는 않았지만 스파이웨어가 설치된 후 스캔을 요구했다. PC 프로 테스트에서 노턴은 스파이웨어의 78%를 감지하고 82%를 제거했으며 65%가 설치되지 못하도록 차단했다.
노턴 안티스팸은 시만텍에서 별도 제품으로 단종되었으며, 이제 노턴 인터넷 시큐리티에서만 사용할 수 있다. 이 기능은 알려지지 않은 발신자의 모든 이메일을 차단할 수 있으며, 보이지 않는 텍스트, HTML 양식, 피싱 URL과 같은 의심스러운 요소를 포함한 메시지를 자동으로 차단한다. 정확도를 높이기 위해 노턴은 발신 이메일과 사용자가 "이 스팸입니다" 및 "이 스팸이 아닙니다" 버튼을 눌러 분류를 수정한 메시지를 분석한다. PC 매거진 테스트에서 이 기능은 유효한 이메일 10개 중 1개를 스팸으로 표시했으며, 6개 중 1개의 스팸 메시지가 받은 편지함에 들어오도록 허용했다. 400개의 메시지가 사용되었으며, 프로그램은 일주일 이상 메시지를 처리할 수 있었다. PC 프로 테스트에서 이 기능은 더 나은 성능을 보였으며 스팸의 96%를 차단했으며 오탐율은 0.2%였다.
노턴은 중복 경고를 피하기 위해 윈도우 방화벽을 비활성화할 것을 권장한다. 방화벽은 PC 매거진 테스트에서 모든 중요한 포트를 스텔스했다. 방화벽 자체를 공격하는 것은 성공하지 못했으며, PC 매거진은 서비스를 중지하거나 프로세스를 종료하거나 시뮬레이션된 마우스 클릭을 사용하여 방화벽을 비활성화할 수 없었다. 방화벽은 PC 프로 테스트를 통과하여 모든 포트를 성공적으로 스텔스했다.
다른 기능으로는 제로데이 바이러스를 더 잘 찾기 위해 바이러스와 유사한 동작을 찾는 블러드하운드 기술이 포함되었다. 보안 검사기는 안전하지 않은 사용자 계정 암호 및 브라우저 보안 취약성을 포함한 일반적인 취약점을 찾는다. 광고 차단은 웹사이트의 HTML을 다시 작성하여 광고가 표시되지 않도록 한다. 선택적 구성 요소인 자녀 보호 기능은 IM 클라이언트와 같은 특정 프로그램이 인터넷에 액세스하는 것을 차단하고 뉴스그룹 액세스를 제한할 수 있었다. 제한 사항은 다른 윈도우 사용자 계정에 할당될 수 있었다. 사이트는 31개 범주로 분류되었으며, 할당될 수 있는 4가지 프로필은 각각 다른 범주의 사이트를 차단한다. 감독자는 예외를 정의하고, 전역 차단 사이트를 추가하거나, 사용자가 만든 화이트리스트에 없는 사이트에 대한 모든 액세스를 차단할 수 있었다. PC 매거진과 PC 프로 모두 시간 기반 제한의 제외를 언급했다. 정보 필터링은 사용자별로 제어할 수 있었다.
윈도우 98 호환성은 이 릴리스에서 제거되었다.

#### 2007 (10.x)
2007년 버전은 2006년 9월 12일에 발표되었다. 탭 인터페이스를 통해 사용자는 별도의 트레이 아이콘과 창 없이 노턴 보호 센터 및 프로그램 설정에 액세스할 수 있었다. 시만텍은 노턴 인터넷 시큐리티를 재설계하고 이 버전을 더욱 모듈화하여 제품군의 메모리 사용량을 10-15MB로 줄이고 스캔 시간을 30-35% 단축했다. 또 다른 결과는 스팸 필터링 및 자녀 보호 기능이 별도의 구성 요소가 되었다는 것이다. 설치 시 이 기능은 100MB의 디스크 공간을 소비했다.
안티 피싱 기능은 인터넷 익스플로러와 통합되었다. 웹사이트의 URL, 제목, 양식, 페이지 레이아웃, 표시되는 텍스트 및 링크를 분석하고 블랙리스트를 사용하여 피싱 사이트를 감지한다. 사용자는 의심되는 피싱 사이트에 대한 액세스가 차단되었지만 계속 진행할 수 있는 옵션이 제공되었다. PC 매거진 테스트에서 이 기능은 24개의 피싱 사이트 중 22개를 차단했으며, 인터넷 익스플로러 7은 24개 사이트 중 17개를 인식했다. PC 프로 테스트에서 이 기능은 테스트된 모든 피싱 사이트에 대한 액세스를 성공적으로 차단했다. 스팸 필터링은 더 이상 언어 기능을 포함하지 않았다. 시만텍은 현재 스팸에 덜 유용하고 오탐을 생성한다고 주장했다. PC 매거진에서 1,500개의 메시지를 대상으로 테스트한 결과, 노턴은 스팸의 절반 이상을 받은 편지함으로 허용했다. 유효한 메일의 5%는 스팸으로 표시되었다. 이 버전은 베리타스 VxMS 기술을 활용하여 루트킷을 더 잘 식별했다. VxMS를 통해 노턴은 디렉터리 내의 파일과 볼륨 수준의 파일 간의 불일치를 찾을 수 있었다. 시작 응용 프로그램 관리자를 통해 사용자는 로그인 시 응용 프로그램이 시작되는 것을 방지할 수 있었다. 이 릴리스는 윈도우 2000 지원을 중단했으며 업데이트를 통해 윈도우 비스타와 호환되었다.
방화벽은 잘못된 결정으로 인한 중단 가능성을 줄이기 위해 모든 결정을 스스로 내렸다. 안전하다고 알려진 응용 프로그램은 인터넷 액세스를 허용했고, 악성 응용 프로그램은 그 반대였다. 알려지지 않은 응용 프로그램은 분석되어 악성 동작을 보이면 차단되었다. PC 매거진과 PC 프로 테스트 모두에서 방화벽은 안전한 응용 프로그램의 인터넷 액세스를 잘못 차단하지 않았다. 모든 악성 소프트웨어는 방화벽에 의해 차단되었다. PC 매거진 테스트에서도 동일한 결과가 나왔다. 방화벽은 모든 포트를 스텔스했다. 익스플로잇은 침입 방지 시스템에 의해 차단되었으며, 이는 위협이 취약점을 활용하는 것을 방지했다. 시스템은 취약점이 식별될 때마다 업데이트되었다. 방화벽을 비활성화하려는 시도는 성공하지 못했다. 레지스트리 변경, 프로세스 종료, 시뮬레이션된 마우스 클릭 모두 실패했다. 윈도우 서비스를 비활성화해도 방화벽이 커널 드라이버 수준에서 작동하기 때문에 방화벽에 영향을 미치지 않았다. 이 버전은 물리 주소를 기반으로 다른 네트워크에 대한 구성을 자동으로 조정했으며, IP 주소는 사용하지 않았다.
PC 매거진 테스트에서 노턴은 16개의 스파이웨어 샘플 중 15개를 탐지했다. 16개 중 13개가 제거되었다. 8개의 상업용 키로거에 대해 이 제품군은 모든 샘플을 제거했다. 깨끗한 시스템에서 노턴은 16개의 스파이웨어 샘플 중 14개가 설치되는 것을 차단했으며, 8개의 키로거 중 7개가 설치되는 것을 막았다.

#### 2008 (15.x)
2008년 버전은 2007년 8월 28일에 발표되었으며, 윈도우 비스타 64비트 지원이 추가되었다. 새로운 기능에는 SONAR, 노턴 아이덴티티 세이프, 브라우저 디펜더가 포함되었다. SONAR는 악성 동작에 대해 응용 프로그램을 모니터링했다. 아이덴티티 세이프는 정보 필터링 기능을 대체했다. 개인 정보가 컴퓨터를 떠나는 것을 차단하는 대신, 웹 양식을 채우기 위해 개인 정보를 저장했다. 암호로 보호되었고 양식을 채우기 전에 웹사이트의 진위 여부를 확인했다. 브라우저 디펜더는 의심스러운 API 호출을 검사하고 차단하여 드라이브 바이 다운로드를 중지시켰다. 네트워크 맵은 노턴 인터넷 시큐리티 2008이 설치된 네트워크 컴퓨터를 식별했다. 원격 모니터링은 다른 컴퓨터의 설치 상태를 확인할 수 있도록 했다. 문제는 빨간색 "X" 아이콘으로 식별되었다. 이 기능을 사용하여 사용자는 컴퓨터 간의 트래픽을 제어할 수 있었다. 암호화되지 않은 무선 네트워크를 사용하고 있을 경우 사용자에게 경고했다. 시작 응용 프로그램 관리자 및 광고 차단 기능은 이 릴리스에서 삭제되었다. 정보 필터링은 제품군에서 아이덴티티 세이프로 대체되었지만 별도로 사용할 수 있었다. 아이덴티티 세이프와 함께 사용할 수 있었다.
피싱 보호 기능은 이제 모질라 파이어폭스와 통합되었다. PC 매거진의 테스트 결과, 노턴은 피싱 사이트의 94%를 차단했으며, 인터넷 익스플로러 7은 83%, 파이어폭스 2는 77%를 차단했다. CNET은 이 기능에 문제가 있음을 지적했다. 안티 피싱이 비활성화된 경우에도 아이덴티티 세이프는 피싱 사이트를 포함한 웹사이트에 개인 정보를 자동으로 제출할 것을 계속 제안했다. 시만텍은 이를 "결함"이라고 부르기를 거부하며, 안티 피싱 기능을 활성화한 상태에서 아이덴티티 세이프를 사용하는 것이 권장된다고 밝혔다. 또는 아이덴티티 세이프를 파이어폭스 및 인터넷 익스플로러의 내장 안티 피싱 기능과 함께 사용할 수도 있었다.
PC 매거진은 방화벽이 모든 포트를 스텔스 모드로 전환했음을 발견했다. 방화벽은 12개의 누출 테스트 중 10개를 차단했으며, 이는 악성 소프트웨어가 방화벽의 네트워크 트래픽 제어를 회피할 수 있는지 확인하는 데 사용되었다. 이전 버전은 악성 페이로드를 포함하지 않았기 때문에 테스트를 식별하지 않았다. 코어 임팩트를 사용하여 또 다른 테스트를 수행했으며, 테스트 컴퓨터의 한 취약점을 성공적으로 악용했다. 그러나 노턴의 다른 구성 요소는 익스플로잇이 해를 끼치는 것을 막았다. 다른 시도는 시스템이 취약하지 않거나 노턴의 침입 방지 시스템이 이를 막았기 때문에 실패했다. PC 매거진은 방화벽을 비활성화하려는 시도에 실패했다. 반대로 PC 프로는 노턴이 설치된 컴퓨터에서 15개의 열린 포트를 식별했다.
PC 매거진 테스트에서 노턴은 대부분의 악성 코드를 완전히 탐지했다. 샘플의 3분의 2에 대해 모든 흔적이 제거되었다. 노턴은 모든 상업용 키로거를 찾아 제거했다. 하지만 전체 스캔을 완료하는 데 거의 1시간이 걸렸는데, 이는 2007년 버전보다 두 배나 긴 시간이었다. 이 제품군은 샘플에 어떤 수정이 가해졌는지와 상관없이 대부분의 악성 코드가 설치되는 것을 차단했으며, 모든 상업용 키로거도 차단했다. PC 월드는 노턴이 악성 코드 관련 파일과 레지스트리 항목의 80%를 제거했다고 언급했다.
스팸 필터링은 사용자의 주소록을 가져와 허용된 발신자 화이트리스트를 컴파일했다. 사용자가 메일을 보내는 주소와 유효한 메일로 태그된 이메일은 자동으로 화이트리스트에 추가될 수 있었다. 수천 개의 메시지를 사용하여 PC 매거진은 노턴이 유효한 이메일의 40% 이상을 스팸으로 표시했음을 발견했다. 유효한 뉴스레터의 80% 이상이 스팸으로 표시되었다. 노턴은 스팸 이메일의 90%를 올바르게 식별했다.

#### 2009 (16.x)
2009년 버전은 2008년 9월 9일에 판매용으로 출시되었다. 시만텍은 개발 단계에서 다음과 같은 몇 가지 목표를 설정했다: 설치를 1분 이내에 완료하고 100MB의 공간을 차지하는 것. 평균 설치 시간은 8분에서 10분 사이였고, 이전 2008년 버전은 400MB의 공간을 차지했다. 다른 목표는 컴퓨터 시작 후 로드 시간을 20~30초에서 10초로 줄이고, 노턴이 특정 신뢰할 수 있는 파일을 건너뛸 수 있도록 하는 기술로 파일 스캔 시간을 단축하는 것이었다. 이 기술은 소프트웨어가 상당수의 컴퓨터에서 실행된다면 안전하다는 전제하에 작동한다.
시만텍 지원팀에 연락하는 사람들의 40%가 512MB의 RAM을 가지고 있다는 사실에 따라 메모리 소비가 줄었다. 베타 릴리스는 이전 버전의 11MB에 비해 약 6MB의 메모리를 사용했다. 스캔 시간을 줄이기 위해 노턴 인사이트는 노턴 커뮤니티 참가자의 데이터를 사용하여 통계적으로 유의미한 수의 컴퓨터에서 발견된 파일을 스캔하지 않도록 했다. NPD 그룹 연구에서 소비자 중 39%가 성능 문제로 인해 백신을 전환했다고 응답한 것을 인용하여, CPU 사용량 측정기를 통해 사용자는 노턴 또는 다른 프로그램이 높은 CPU 사용량의 원인을 찾을 수 있도록 했다. 업데이트는 노턴 펄스 업데이트라고 불리며 더 자주 이루어졌다. 펄스 업데이트는 5분에서 15분마다 (이전의 8시간마다에서) 제공되었다. 무음 모드는 프로그램이 전체 화면 모드로 전환될 때 경고 및 업데이트를 자동으로 일시 중지했으며 수동으로 활성화할 수 있었다. 활동은 컴퓨터가 유휴 상태일 때 발생했으며 사용자 활동이 감지되면 종료되었다. 스팸 필터링은 번들의 일부가 되었다. 이 릴리스는 악성 웹사이트를 식별하는 노턴 세이프 웹을 번들로 제공했으며, 이는 인터넷 익스플로러 및 파이어폭스와 호환되었다. 노턴 세이프 웹은 구글 및 야후!와 같은 검색 엔진의 검색 결과를 안전 여부에 따라 색상으로 구분했다. 노턴 세이프 웹 툴바에는 애스크닷컴 검색창이 포함되어 있었다. 검색창은 애스크 툴바와 코드를 공유하지 않았지만, 쿼리를 애스크 검색 엔진으로 리디렉션했다.
PassMark Software에서 수행한 벤치마킹 결과, 52초의 설치 시간, 32초의 스캔 시간, 7MB의 메모리 사용량을 보였다. 시만텍은 벤치마크 테스트에 자금을 지원하고 각 참가 바이러스 검사 소프트웨어를 벤치마킹하는 데 사용되는 스크립트를 제공했다. 테스트는 듀얼 코어 프로세서에서 실행되는 윈도우 비스타에서 수행되었다. PC 매거진은 이 제품군이 기본 60초에 부팅 시간을 15초 추가했음을 발견했다. 노턴은 파일 작업 완료 시간에 5% 미만을 추가했다. 파일 세트 압축 및 압축 해제에는 25% 더 많은 시간이 소요되었다.
노턴은 대부분의 상업용 키로거를 제거할 수 있었고, 다른 테스트 제품들을 능가했다. 노턴은 깨끗한 시스템에 악성 소프트웨어를 설치하려는 모든 시도를 차단했다. 샘플에 가해진 수정 사항은 노턴을 속이지 못했다. 노턴은 모든 상업용 키로거의 설치를 차단하지는 못했다.
PC 매거진 테스트에서 피싱 보호 기능은 검증된 피싱 웹사이트의 90%를 차단했다. 인터넷 익스플로러 7은 75%를, 파이어폭스는 60%를 차단했다.
PC 매거진에 따르면 노턴은 모든 포트를 스텔스했다. 포트 스캔은 실패했다. 방화벽은 코어 임팩트의 모든 익스플로잇 시도를 차단했다.
악성 소프트웨어 차단 및 제거는 PC 매거진 테스트에서 좋은 결과를 얻었다. 폴더에 포함된 악성 소프트웨어 샘플 중 하나를 제외한 모든 샘플은 폴더를 열자마자 제거되었다. 마지막 샘플은 실행될 때 제거되었다. 샘플에 가해진 수정 사항은 탐지에 영향을 미치지 않았다. 유사한 테스트에서 특히 상업용 키로거를 사용하여 노턴은 모든 것을 성공적으로 탐지하지는 못했다. 위협을 제거하는 데 있어 노턴은 악성 소프트웨어 샘플 및 관련 실행 파일의 40%를 거의 완전히 제거했다.

#### 2010 (17.x)
2010년 버전은 2009년 9월 8일에 공식 출시되었다. 이 버전은 프로젝트 쿼럼(Project Quorum)을 특징으로 하며, 매월 2억 건에 달하는 공격에 대응하기 위해 평판 기반 위협 탐지 기능을 도입했는데, 시만텍은 이 중 상당수가 시그니처 기반 탐지를 회피한다고 주장했다. 새로운 접근 방식은 노턴 커뮤니티 워치에 의존하며, 참가자들은 자신의 컴퓨터에서 실행되는 응용 프로그램에 대한 정보를 제공한다. 안전한 응용 프로그램은 알려진 게시자와 알려진 출처와 같은 공통 속성을 나타낸다. 반대로 악성 소프트웨어는 알려지지 않은 게시자 및 기타 속성을 가질 수 있다. 이 데이터를 사용하여 알 수 없는 응용 프로그램이 안전한지 또는 악성인지 여부를 추론하는 데 "평판 점수"가 사용되었다.
쿼럼의 다른 측면으로는 자녀 보호 기능과 스팸 필터링이 있었다. 노턴 인터넷 시큐리티 2010에는 무료 온라인패밀리.노턴 구독이 포함되어 있었는데, PC 매거진은 이를 이전 릴리스에 번들로 제공된 자녀 보호 기능보다 개선된 것으로 평가했다. 스팸 필터링은 시만텍이 브라이트메일에서 인수한 기술을 사용했다. 스팸을 찾기 위해 두 가지 필터가 사용되었다. 하나는 로컬에 설치된 필터였고, 다른 하나는 메시지가 알려진 스팸인지 확인하기 위해 시만텍 서버에 대한 확인이었다. PC 매거진 테스트에서 유효한 이메일은 스팸으로 표시되지 않았다. 그러나 스팸의 11%는 여전히 받은 편지함에 도달했다. 이는 이전 릴리스에 비해 상당한 개선이었다. 개선된 SONAR 2 휴리스틱은 평판 데이터를 활용하여 프로그램이 악성인지 여부를 판단했다. 노턴 인사이트는 확장되어 사용자가 특정 프로그램이 설치된 노턴 커뮤니티 참가자 수, 시스템 리소스에 미치는 영향, 출시된 지 얼마나 되었는지 등을 볼 수 있도록 했다. 프로그램의 출처에 대한 정보와 리소스 사용량 그래프가 제공되었다. 오토스파이는 사용자가 악성 소프트웨어가 발견되었을 때 노턴이 무엇을 했는지 이해하는 데 도움이 되었다. 악성 소프트웨어의 동작과 노턴의 해결책이 사용자에게 제시되었다. 이전 릴리스는 위협을 즉시 제거하고 조용히 사용자에게 경고했으며, 이는 사용자가 허위 백신 프로그램을 다운로드하도록 속였을 때 혼란을 줄 수 있었다.
호환되는 그래픽 카드를 사용하면 플립 스크린이 메인 디스플레이를 "뒤집어" CPU 또는 메모리 사용량 차트와 보안 이벤트 타임라인으로 구성된 메인 인터페이스의 반대편을 보여줄 수 있었다. 그렇지 않으면 플립 스크린 링크가 뒤로 링크로 대체되어 별도의 창에서 창의 뒷면이 열렸다.
안전 검색 기능을 통해 사용자는 안전하지 않은 사이트를 필터링하고, 해당 사이트에 대한 정보를 얻고, HTTP 쿠키를 추적할 수 있었다. 악성 소프트웨어 제거 및 차단은 PC 매거진 테스트에서 좋은 성능을 보였으며, 기록을 세우거나 기록에 도달했다. 98%의 탐지율을 달성했다(12개 백신 제품 중 가장 높음). 유일한 예외는 상업용 키로거 차단이었는데, 여기서 노턴은 평균 이상의 점수를 기록했다. 파일 작업은 2% 더 오래 걸렸고, 파일 압축 및 추출 테스트는 4% 더 오래 걸렸다. 노턴이 상당한 지연을 일으킨 유일한 영역은 시스템 부팅 시였는데, 베타 버전은 부팅 시간에 31%를 추가하여 이전 버전보다 훨씬 길었다. 노턴 성능 비교 웹사이트에 따르면, 노턴 인터넷 시큐리티는 선도적인 안티바이러스 제품보다 31% 더 빠르게 스캔했고, 70% 더 가벼웠으며, 76% 더 빠르게 설치되었다. AV-comparatives는 노턴 인터넷 시큐리티에 "2009년 최고의 제품"을 수여했으며, 2010년 98.6% 탐지율로 동상을 수상했고 노턴 인터넷 시큐리티 2010은 100개의 인터넷 위협 중 99개를 차단했다.

#### 2011 (18.x)
노턴 인터넷 시큐리티 2011은 2010년 4월 21일에 베타 테스트용으로 출시되었다. 변경 사항에는 새로운 사용자 인터페이스와 향상된 악성 소프트웨어 스캔이 포함되었다. 시만텍은 사용자의 페이스북 피드에서 악성 소프트웨어 링크를 "스캔"하는 응용 프로그램을 출시했다. 이 응용 프로그램은 유효한 구독이 필요하지 않다. 시만텍의 후원으로 진행된 테스트에서 노턴 인터넷 시큐리티 2011은 데니스 랩의 새로운 타사 테스트에서 100% 보호 점수를 달성한 유일한 보안 제품군이었다. 개선된 평판 스캔은 사용자 컴퓨터에 저장된 파일을 신뢰할 수 있는 파일, 좋은 파일, 좋지 않은 파일 또는 나쁜 파일로 표시하여 이해하기 쉬운 인터페이스를 사용자에게 제공했다. 생산 버전은 2010년 8월 31일에 출시되었다. 새로운 기능에는 노턴 복구 도구가 포함되었다. 이 도구에는 노턴 부팅 복구 도구와 노턴 파워 이레이저가 포함되었다.
2010년 12월 9일, 시만텍은 노턴 라이브업데이트를 통해 18.5 버전을 출시했다. 그러나 이 업데이트는 시스템 스캔(전체 및 빠른 스캔 모두) 중에 시스템 불안정을 유발한다는 노턴 포럼의 수많은 보고로 인해 나중에 철회되었다. 이 문제는 일부 고객에게만 영향을 미쳤다. 시만텍은 나중에 버그를 수정하고 업데이트를 재출시했다.
베리사인 보안을 시만텍이 인수한 후, 여러 베리사인 기능이 통합되었다. 새로운 노턴 로고는 이전에 베리사인의 로고에 있던 베리사인 체크마크를 추가했으며, 노턴 세이프 웹 및 노턴 아이덴티티 세이프 기능에 몇 가지 새로운 아이콘 변경 사항도 포함되었다.

#### 2012 (19.x)
노턴 인터넷 시큐리티 2012는 2011년 9월 6일에 출시되었다. 다운로드 인사이트 2.0은 주어진 파일의 안전성과 안정성을 모니터링했다. 즉, 파일이 윈도우 7에서는 안정적이지만 윈도우 XP에서는 불안정할 경우 XP 사용자에게 파일의 불안정성을 알렸다.
강화된 제거 도구는 감염된 시스템의 더 나은 정리를 위해 긴밀하게 통합되었다. 일단 트리거되면 새롭고 더 강력한 버전의 노턴 파워 이레이저는 시스템을 다시 시작하여 허위 백신 프로그램 및 기타 깊이 박힌 위협을 찾아 제거했으며, 그렇지 않으면 제거하기 어려웠다. 노턴 관리라는 새로운 도구는 여러 컴퓨터와 장치를 한 곳에서 관리하는 데 도움이 되었다.
다른 변경 사항으로는 SONAR 4, 구글 크롬에 대한 아이덴티티 세이프 및 세이프 웹 호환성, 클라우드에 암호 및 노트를 저장하는 기능 등이 있었다. 그러나 라이선스 계약은 암호가 안전하게 저장된다는 것을 보장하지 않았으며 클라우드 볼트가 손상될 경우 어떠한 해결책도 제공하지 않았다.
사용자 인터페이스는 세 개의 버튼만 사용하도록 간소화되었다. 세 번째 버튼은 더 고급적이고 복잡한 메뉴를 열었으며, 여기서 사용자는 설정을 관리하고 다양한 제품 기능에 액세스할 수 있었다. 노턴 2011에서 제거되었던 CPU 미터가 다시 돌아왔다("고급 화면"에서만).
넷북과 데스크톱 라인을 통합한 노턴 인터넷 시큐리티는 대역폭 측정 기능을 통합하여 제품의 트래픽 사용량을 제어하고 필요한 경우 최소한으로 줄였다. 이는 트래픽이 제한된 네트워크에 이상적이었으며, 사용자 인터페이스 창은 컴퓨터 화면 크기에 따라 조정되었다.
이 버전의 노턴 인터넷 시큐리티에는 몇 가지 이스터 에그가 포함되어 있었다. Shift+1, 2, 3 또는 4를 누르면 테마가 각각 기본 배경(일반 검정), 광선, 동물, 꽃으로 변경되었다. Control + Win Key + Alt를 누른 상태에서 "성능 버튼"을 누르면 "크레이지 플립"이 활성화되어 창이 뒤집혔다. 이 효과는 주 창이 닫히고 다시 열릴 때까지 계속되었다.
검사는 컴퓨터가 유휴 상태일 때 작업을 수행하는 시만텍의 독점 스케줄러를 통해 예약되었다.

#### 20.x (2013)
버전 20(2013)은 20xx 명명 규칙을 삭제하고 새로운 릴리스가 제공될 때 자동으로 업데이트되는 "버전 없는" 접근 방식을 시작했다. 주목할 만한 변경 사항으로는 터치스크린 장치에 더 적합한 새로운 사용자 인터페이스, 소셜 네트워크를 대상으로 하는 위협으로부터 보호하는 소셜 네트워킹 보호, 그리고 윈도우 8을 공식적으로 지원하는 첫 번째 릴리스가 포함되었다.

#### 버전 21.x (2014)
2013년 10월 7일 출시된 이 버전은 시만텍이 마케팅하는 마지막 버전이 되었다. 노턴 인터넷 시큐리티는 노턴 안티바이러스 및 노턴 360과 함께 노턴 시큐리티로 대체되었다.

#### 버전 22.x (2015)
2015년 6월에 버전 22.5 업데이트가 출시되었다. 여기에는 재스타일된 사용자 인터페이스와 윈도우 10 지원이 포함되었다.

### 넷북 에디션
시만텍은 넷북에 최적화된 노턴 인터넷 시큐리티 특별판을 출시했다. 이는 시만텍 웹사이트에서 다운로드하거나 USB 썸 드라이브로 이용할 수 있었다. 시만텍은 넷북 에디션이 넷북에 최적화되었다고 밝혔다. 메인 디스플레이는 800 x 480 화면 해상도를 지원하도록 최적화되었다. 또한, 넷북이 배터리 상태일 때는 중요하지 않은 작업이 지연되었다. 게다가 넷북 에디션은 노턴의 보안 온라인 백업 및 자녀 보호 기능에 무료로 액세스하여 자녀를 보호할 수 있었다.

### 매킨토시 에디션

#### 버전 1.0
맥용 노턴 인터넷 시큐리티 버전 1.0은 2000년 11월 1일 출시되었다. 윈도우와 맥 바이러스를 모두 식별하고 제거할 수 있었다. 다른 기능으로는 방화벽, 브라우저의 광고 차단, 자녀 보호 기능, 그리고 기밀 정보가 컴퓨터 외부로 전송되는 것을 방지하는 기능이 포함되었다. 이러한 정보가 전송되기 전에 사용자에게 메시지가 표시되었다. 알라딘 시스템즈의 iClean 통합을 통해 사용자는 노턴 인터페이스 내에서 브라우저 캐시, 쿠키, 브라우징 기록을 지울 수 있었다. 맥 OS 8.1을 지원했다. 하드웨어 요구 사항은 24MB RAM, 12MB 디스크 공간, 그리고 파워PC 프로세서였다.

#### 버전 2.0
맥용 노턴 인터넷 시큐리티 버전 2.0은 2002년 5월 10일에 출시되었다. 버전 2.0은 후이즈 데이터베이스와 연동되어 사용자가 공격하는 컴퓨터를 추적할 수 있도록 했다. 사용자는 네트워크 관리자에게 공격하는 컴퓨터에 대한 정보를 제공하여 시정 조치를 취할 수 있었다. 맥 OS 8.1 또는 9에서 실행할 경우 파워PC 프로세서, 24MB RAM, 25MB의 여유 공간이 필요했다. 맥 OS X 10.1에서 실행할 경우 파워PC G3 프로세서, 128MB RAM, 25MB의 여유 공간이 필요했다.

#### 버전 3.0
맥용 노턴 인터넷 시큐리티 버전 3.0은 2003년 5월 17일에 출시되었다. 후속 버전인 3.0은 2.0 버전에서 발견된 기능 세트를 유지했다. 방화벽은 이제 미리 정의된 규칙에 의존하는 대신 필요에 따라 인터넷 액세스를 할당했다. OS 8과의 호환성은 중단되었다. OS 9.2에서 실행할 경우 파워PC 프로세서, 24MB RAM, 25MB의 여유 공간이 필요했다. OS X 10.1.5부터 10.3까지는 파워PC G3, 128MB RAM, 150MB의 여유 공간이 필요했다. 그러나 버전 3.0은 맥 OS X 10.4 또는 "타이거"와 호환되지 않았다.

#### 버전 4.0
버전 4.0은 2008년 12월 18일에 출시되었다. 시만텍은 버전 4.0과 윈도우용 2009년 버전을 함께 묶어 마이크로소프트 윈도우와 맥 OS X를 모두 설치한 사용자를 대상으로 판매했다. iClean은 이 릴리스에서 제거되었다. 방화벽은 이제 시만텍이 업데이트하는 블랙리스트를 사용하여 악성 사이트에 대한 액세스를 차단했다. 공격자가 맥 또는 설치된 소프트웨어의 보안 취약점을 악용하는 것을 방지하기 위해 익스플로잇 보호 기능이 도입되었다. 피싱 보호 기능도 도입되었다. 맥 OS X 10.4.11 이상이 지원되었다. 파워PC 또는 인텔 코어 프로세서, 256MB RAM 및 150MB의 여유 공간이 필요했다.

### 노턴 시큐리티
2014년 9월, 시만텍의 간소화된 노턴 라인의 일환으로 노턴 인터넷 시큐리티는 노턴 시큐리티로 통합되었다.

### 노턴 360 (2019)
2019년, 젠 디지털(이전 시만텍)은 간소화된 노턴 시큐리티 제품을 새로운 노턴 360 제품군으로 리브랜딩했다.

## 2009년 이전 버전의 비판

### FBI 협력
시만텍은 연방수사국(FBI)의 규정을 준수하여 FBI의 키로거인 매직 랜턴을 화이트리스트에 추가했다. 매직 랜턴의 목적은 범죄 수사의 일환으로 암호화된 이메일의 비밀번호를 얻는 것이었다. 매직 랜턴은 2001년 11월 20일에 처음 보고되었다. 매직 랜턴은 이메일 첨부 파일로 배포되었다. 첨부 파일을 열면 용의자의 컴퓨터에 트로이 목마가 설치되었다. 트로이 목마는 용의자가 이메일 메시지의 보안을 높이는 데 자주 사용되는 PGP 암호화를 사용할 때 활성화되었다. 활성화되면 트로이 목마는 PGP 비밀번호를 기록하여 FBI가 사용자 통신을 해독할 수 있도록 했다. 시만텍과 다른 주요 바이러스 백신 공급업체는 매직 랜턴을 화이트리스트에 추가했다. 우려 사항으로는 매직 랜턴의 잠재력에 대한 불확실성과 해커가 법 외적인 목적으로 이를 전용할 수 있는지 여부가 포함되었다.
소포스의 기술 컨설턴트 그레이엄 클루리는 "우리는 그것이 FBI에 의해 작성되었는지 알 수 있는 방법이 없으며, 알더라도 FBI가 사용하는 것인지 아니면 제3자에 의해 징발된 것인지 알 수 없다"고 말했다. eEye 디지털 보안의 최고 기술 책임자이자 공동 설립자인 마크 메이프렛은 "우리 고객들은 모든 형태의 악성 코드로부터 자신을 보호하기 위해 우리에게 서비스 비용을 지불하고 있다. 법 집행 기관의 업무를 대신하는 것은 우리의 역할이 아니므로 우리는 법 집행 악성 코드나 다른 도구에 대해 어떤 예외도 두지 않을 것이며 두지 않을 것이다"라고 반응했다.
FBI 대변인 폴 브레슨은 매직 랜턴 배포에 법원 명령이 필요한지 여부에 대한 질문에 "FBI가 배치한 모든 기술 프로젝트나 도구와 마찬가지로 적절한 법적 절차에 따라 사용될 것"이라고 말했다.
매직 랜턴의 지지자들은 이 기술이 법 집행 기관이 암호화 체계로 보호되는 메시지를 효율적이고 신속하게 해독할 수 있게 해줄 것이라고 주장한다. 이전의 카니버와 달리, 매직 랜턴을 구현하는 데는 용의자 컴퓨터에 물리적으로 접근할 필요가 없으며, 이는 법원 명령이 필요하다는 것을 의미한다.

### 제거
노턴의 이전 버전에는 결함이 있었다. 2009년 버전에서는 시만텍이 노턴 제거 도구를 추가하여 자사 제품을 보통 1분 이내에 제거할 수 있도록 했다. 이 도구는 시만텍 웹사이트에서 다운로드할 수 있었다.

### 윈도우 서비스 팩
노턴 인터넷 시큐리티 2008이 설치되었을 때, 사용자는 윈도우 XP 서비스 팩 3 또는 윈도우 비스타 서비스 팩 1으로 업그레이드하는 데 호환성 문제를 겪었다. 사용자는 fixcss.exe라는 도구에 의해 추가된 잘못된 레지스트리 키로 인해 장치 관리자가 비어 있고 무선 네트워크 어댑터와 같은 장치가 누락되었다고 보고했다. 시만텍은 처음에는 마이크로소프트를 탓했지만 부분적으로 책임을 인정했다.
시만텍의 소비자 제품 관리 부사장 겸 총괄 책임자인 데이브 콜()은 노턴 제품을 사용하는 사용자들이 문제를 겪고 있음을 인정했지만, 그 수는 적다고 말했다. 콜은 시만텍이 윈도우 XP SP3를 대상으로 "광범위한 테스트"를 수행했지만 이 문제는 발생하지 않았다고 말했다. 콜은 마이크로소프트를 비난하며 "이것은 XP SP3와 관련이 있다"고 말했다. 마이크로소프트는 사용자들에게 윈도우 고객 지원팀에 연락할 것을 권장했다. 문제를 해결하기 위해 시만텍은 업그레이드 전에 사용자를 위한 수정 사항을 발표했다. 시만텍은 2008년 릴리스에 포함된 탬퍼 보호 구성 요소인 SymProtect를 비활성화할 것을 권장했다. 추가된 레지스트리 항목을 제거하는 도구는 시만텍에서 제공되었다.

### 윈도우 비스타
시만텍의 소비자 제품 관리 부사장 사라 힉스는 윈도우 비스타 64비트의 패치 가드 기능에 대해 우려를 표명했다. 패치 가드는 마이크로소프트가 커널의 무결성을 보장하기 위해 설계한 것으로, 운영체제의 일부이며 하드웨어와 상호 작용한다. 루트킷은 종종 운영체제의 커널에 숨어 제거를 복잡하게 만든다. 맥아피 유럽 사장 마이크 달튼은 "커널 주변에 벽을 쌓아 침해할 수 없다는 가정은 터무니없다"고 말하며, 마이크로소프트가 보안 공급업체가 커널을 효과적으로 보호하는 것을 방해하면서 자사 보안 제품인 윈도우 라이브 원케어를 홍보하고 있다고 주장했다. 힉스는 시만텍이 원케어와의 경쟁을 개의치 않는다고 말했다. 시만텍은 나중에 패치 가드 악용을 얻는 방법에 대한 지침과 함께 패치 가드에 대한 백서를 발표했다. 반독점 규제 기관과의 협상 및 조사 끝에 마이크로소프트는 특별 API 지침을 만들어 보안 공급업체가 커널에 접근할 수 있도록 허용하기로 결정했다.

## 같이 보기
- 인터넷 보안
- 바이러스 검사 소프트웨어 비교
- 노턴 안티바이러스
- 노턴 360